# Sky Group
Sky Group Limited, tidigare Sky plc, är ett företag som sänder television via satellit till Storbritannien och Irland (tjänsten Sky Digital) och som även äger ett flertal tv-kanaler (såsom Sky One och Sky News). Företaget kontrolleras av Rupert Murdoch-ägda News Corporation.

## Historik
Sky har sitt ursprung i en satellit som köptes av Murdoch 1982 och som fick namnet Sky Channel. Den 5 februari 1989 relanserades Sky som Sky Television och man började sända fyra tv-kanaler via Astra 1A-satelliten: Sky Channel (som fick namnet Sky One efter några månader), Sky Movies, Sky News och Eurosport.
Rivalen British Satellite Broadcasting (BSB) kunde inleda sina sändningar via satelliterna Marcopolo 1 och Marcopolo 2 ett drygt år senare. Det gick dock dåligt för båda företagen och i november 1990 fusionerade de och blev BSkyB. BSB:s kanaler Now och Galaxy fusionerades in i Sky News respektive Sky One. BSB:s The Power Station byttes ut mot Sky Movies. Senare såldes Marcopolo-satelliterna till Norska Telenor och svenska NSAB (nu SES Sirius). Och i stället använde man bara Astrasatelliterna. Av BSB:s fem kanaler fanns bara The Movie Channel kvar, samt The Sports Channel som fick namnet Sky Sports och ersatte Eurosport för Skys tittare.
1998 kunde man lansera digitala tv-sändningar med tjänsten Sky Digital och år 2001 upphörde alla analoga sändningar.

## Tillgänglighet i Sverige
Signalen från de flesta av kanalerna som sänder på Sky-plattformen är tillgänglig i Sverige om man bara har en tillräckligt stor parabol. Däremot är programkorten inte officiellt tillgängliga i Sverige utan enbart till personer skrivna i Storbritannien eller Irland. Flera kanaler sänder dock okodat, vilket gör att man kan se dem utan abonnemang. BBC One, BBC Two, BBC Three, BBC Four, BBC News 24, CBBC, CBeebies, BBC Parlament, ITV1, ITV2, ITV3 och CITV är några exempel.

## BSkyB-delägda kanaler
- Sky Arts
- Sky Active
- Sky Box Office
- Sky Deutschland
- Sky Movies Premiere
- Sky Movies Premiere +1
- Sky Movies Comedy
- Sky Movies Action & Thriller
- Sky Movies Family
- Sky Movies Drama
- Sky Movies Classics
- Sky Movies Sci-Fi & Horror
- Sky Movies Modern Greats
- Sky Movies Indie
- Sky Movies HD1
- Sky Movies HD2
- Sky News
- Sky1
- Sky2
- Sky3
- Sky Sports 1
- Sky Sports 2
- Sky Sports 3
- Sky Sports Xtra
- Sky Sports News
- Sky Travel
- Sky Travel Extra
- Sky Vegas Live
- Nickelodeon UK (40%)
- The History Channel (UK; 50%)
- Paramount Comedy 1 & 2 (UK) (25%)
- MUTV (33,3%)
- Music Choice Europe plc (38,8%)
- Attheraces Holdings Limited (50%)